# Palatino
Il Palatino è uno dei sette colli di Roma, situato tra il Velabro e il Foro Romano, ed è una delle parti più antiche della città. Il sito è ora un grande museo all'aperto e può essere visitato durante il giorno. L'ingresso si trova in via di San Gregorio (ingresso a pagamento), oppure si può salire sul Palatino entrando nel Foro Romano (ingresso a pagamento) e poi salendo per il Clivo Palatino, a destra dell'Arco di Tito.

## Geografia

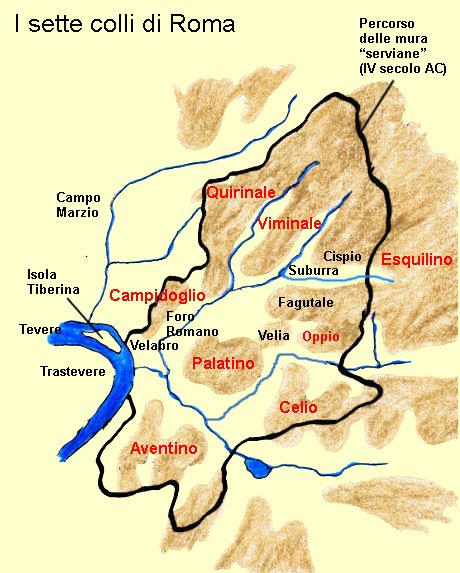
I sette colli di Roma: Aventino, Campidoglio, Celio, Esquilino, Palatino, Quirinale, Viminale

Il Palatino è uno dei colli centrali di Roma, ma a differenza del Campidoglio e dell'Aventino è vicino al fiume Tevere ma non adiacente a esso. L'altezza massima è di 51 metri s.l.m. Il colle guarda da un lato sul Foro Romano e dall'altro sul Circo Massimo.
Il Colle presentava due sommità separate da un avvallamento; la sommità centrale, la più elevata, era detta Palatium, mentre l'altra, situata verso il pendio che digrada verso il Foro Boario e il Tevere, era chiamata Germalus (o Cermalus).
Un tempo era collegato al retrostante Esquilino, tramite il colle della Velia, sbancato quando fu costruita la via dei Fori Imperiali.

## Storia

### Leggende e periodo arcaico

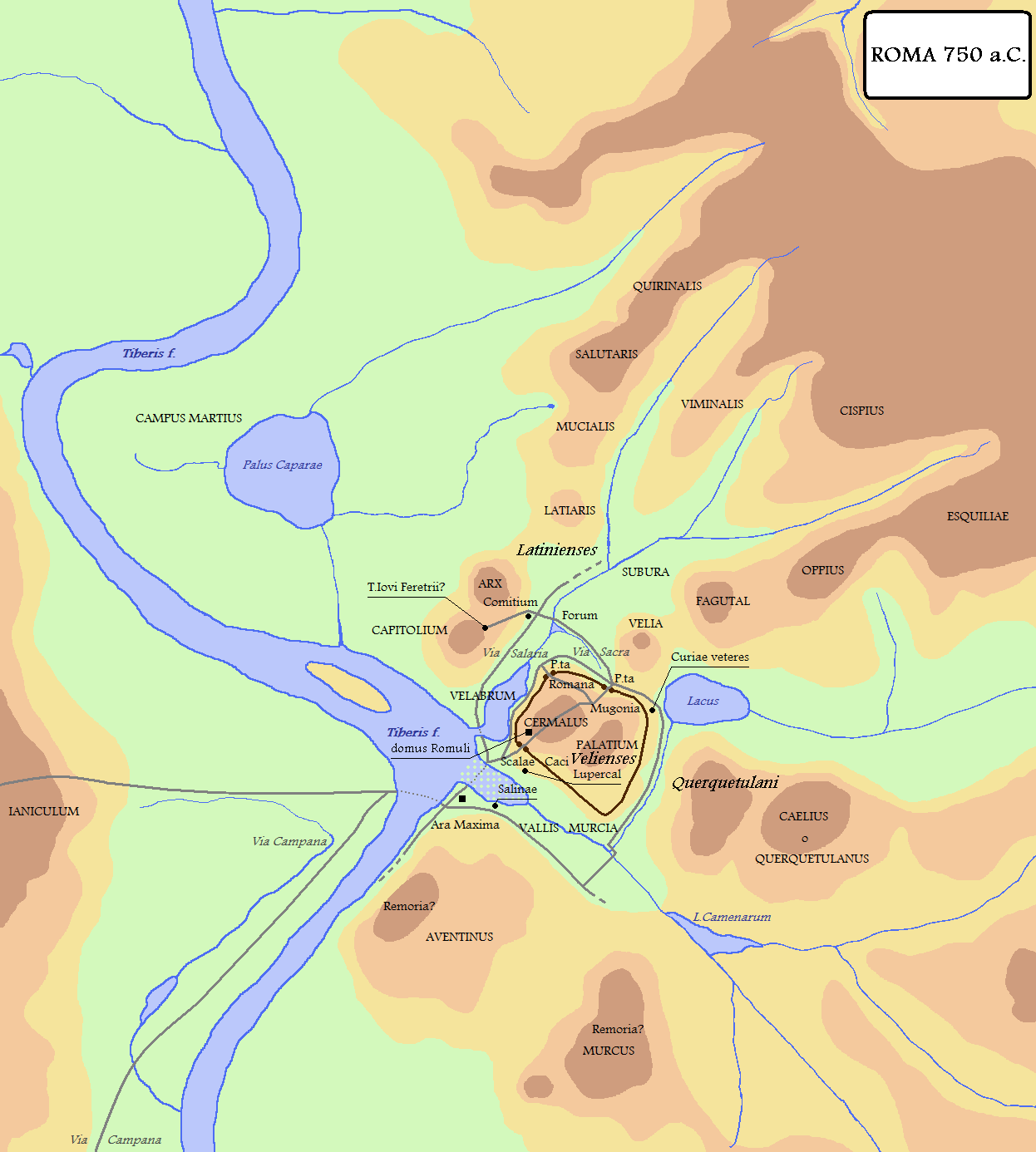
Roma nell'anno della sua fondazione, nel 753 a.C.

La leggenda narra che Roma ebbe le sue origini sul colle Palatino. In effetti, dato scavi recenti hanno mostrato che delle popolazioni vi abitavano già nel 1000 a.C. circa. Si trattava di un villaggio di pochi ettari, circondato da paludi, dal quale era possibile controllare il corso del Tevere. Da questo primo agglomerato urbano si formò la cosiddetta "Roma quadrata", così chiamata dalla forma approssimativamente romboidale della sommità del colle su cui si trovava.
Il Palatino, e il suo abitato (probabilmente abitato dai Siculi nelle sue fasi iniziali), rimasero centrali nel successivo sviluppo della città, tanto che le sue due cime, il Palatium e il Cermalus, rientravano negli originari sette monti del Septimontium.
Nell'Eneide e in altre fonti si narra di come sul Palatino vivessero Greci immigrati dall'Arcadia, comandati da Evandro e suo figlio Pallante: vennero in contatto con questi "Arcadi" Ercole e poi Enea. Non si sa come queste leggende siano nate, però è un dato effettivo che nel pantheon arcaico esistano le divinità minori di Evandro e Pallante. Può darsi che questa zona fosse frequentata in tempi remoti da mercanti e marinai greci, o prima della colonizzazione della Magna Grecia, come confermano anche alcune scoperte archeologiche del XX secolo.
Secondo la mitologia romana, il Palatino (più precisamente il pendio paludoso che collegava il Palatino al Campidoglio, chiamato Velabro) fu il luogo dove Romolo e Remo vennero trovati dalla Lupa che li tenne in vita allattandoli nella "Grotta del Lupercale", forse recentemente localizzata. Secondo questa leggenda, il pastore Faustolo trovò gli infanti e, assieme a sua moglie Acca Larentia, allevò i bambini. Quando Romolo, ormai adulto, decise di fondare una nuova città, scelse questo luogo (si veda Fondazione di Roma per un resoconto più dettagliato del mito). La casa Romuli effettivamente era una capanna ricostruita e restaurata più volte, situata nell'angolo nord-ovest della collina, dove poi sorse la casa di Augusto. Scavi del 1946 hanno effettivamente trovato in questo sito resti di capanne dell'età del ferro, confermando appieno la tradizione leggendaria.

Capanne sul Palatino

Il nome del colle aveva la stessa radice di quello della dea Pales, alla quale era dedicata l'antichissima tradizione della festa delle Palilia o Parilia, che si tenevano il 21 aprile e che coincidevano col giorno della fondazione della città. Per altri studiosi la derivazione del nome Palatino si ricava da Palus, poiché molte costruzioni di quegli antichi popoli erano fatte su palafitte, ma la derivazione più logica è quella dalla radice Pala, ossia altura.
Aveva sede qui anche la festa dei Lupercalia, legata alla mitica Lupa: partendo dalla grotta del Lupercale, ai piedi del Palatino, una processione di sacerdoti-lupi vestiti di pelli caprine si dirigeva verso il Tevere e poi faceva il giro del colle frustando chiunque venisse a loro tiro soprattutto le donne: era un rito di fecondità. La leggenda dei mitici gemelli allattati dalla lupa ci è pervenuta in redazioni ben più tarde di queste tradizioni, a partire da Tacito.
Gli imperatori romani costruirono i loro palazzi sul Palatino. Le rovine dei palazzi di Augusto, Tiberio e Domiziano sono ancora visibili. Lo stesso termine palazzo deriva dal Palatium latino, a sua volta derivante da Palatino.
Augusto acquistò la casa dell'oratore Ortensio, situata accanto alla cosiddetta "casa di Romolo" ancora esistente, secondo la tradizione, nel 31 a.C., la ampliò con l'acquisto di case vicine e vi dimorò senza tuttavia farne un palazzo vero e proprio. Una parte della residenza era riservata alla moglie Livia, la cosiddetta "Casa di Livia". Nell'ambito della residenza, Augusto edificò il tempio di Apollo Palatino, con un ampio portico e biblioteche.

### Epoca repubblicana

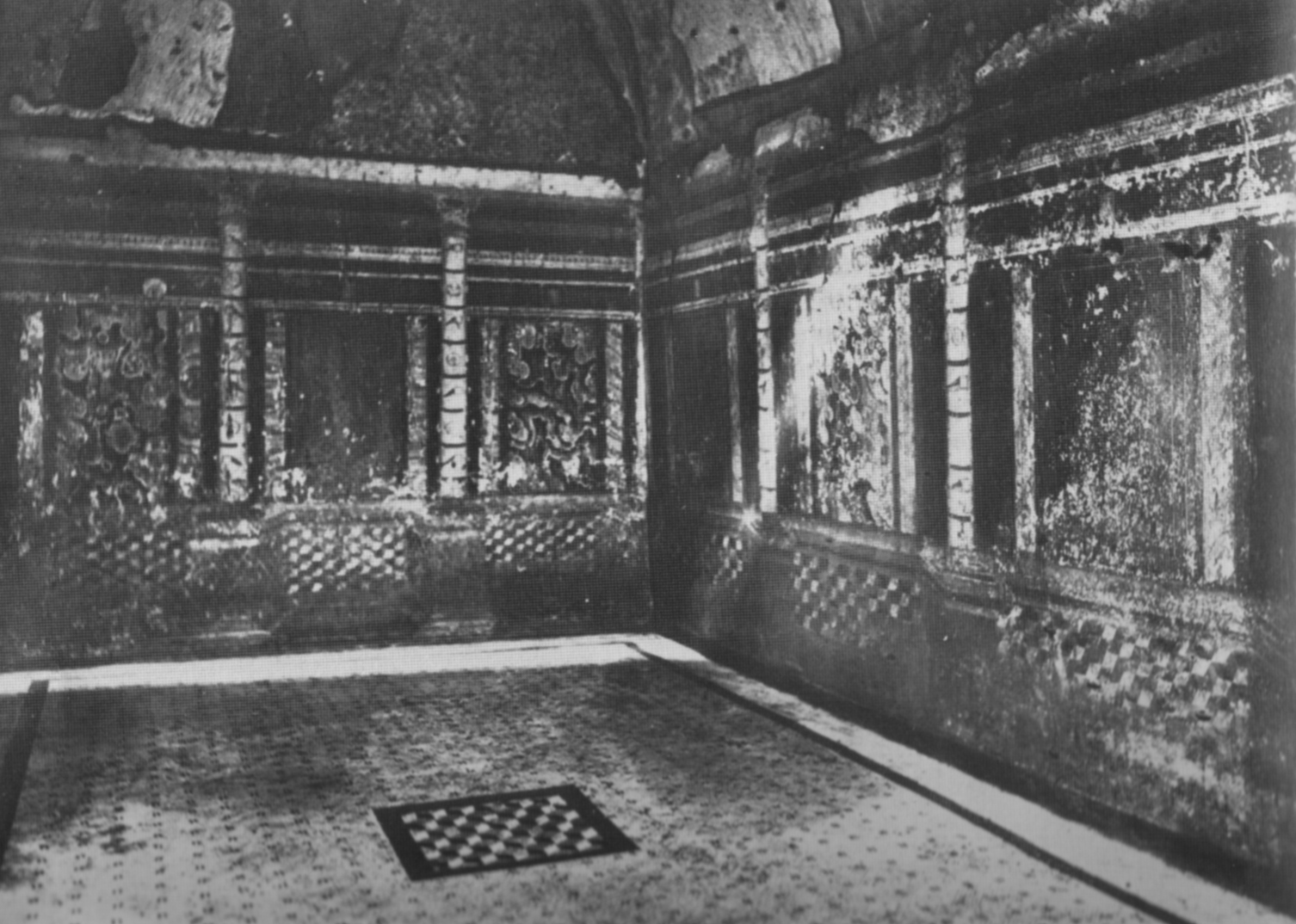
Interno della Casa dei Grifi, scavata da Giacomo Boni, il più antico esempio di pitture di secondo stile

In epoca repubblicana il Palatino fu sede di vari culti. In particolare era importante quello della Magna Mater (Cibele), introdotto dall'Asia Minore al tempo della seconda guerra punica, e quelli di Apollo e Vesta, i cui santuari vennero fondati da Augusto nella propria casa (tempio della Magna Mater, tempio di Apollo Palatino, tempio di Vesta).
In epoca repubblicana il colle divenne la sede delle abitazioni della classe dirigente romana. Vi abitarono infatti:
- Marco Valerio Massimo, console nel 505 a.C.
- Gneo Ottavio, console nel 165 a.C.
- Tiberio Sempronio Gracco, padre dei due famosi tribuni della plebe
- Marco Fulvio Flacco, console nel 125 a.C.
- Marco Livio Druso, tribuno della plebe nel 91 a.C.
- Cicerone e suo fratello Quinto
- Tito Annio Milone, amico di Cicerone e uccisore di Publio Clodio Pulcro, che pure viveva sul colle
- Quinto Ortensio Ortalo, oratore, la cui casa fu poi acquistata da Augusto
- Marco Antonio, il triumviro
- Tiberio Claudio Nerone, padre di Tiberio

Tra le tante case repubblicane sono stati trovati resti sotto la Domus Flavia, tra i quali spiccano la Casa dei Grifi e l'Aula Isiaca, decorate da importanti affreschi.

### Periodo imperiale

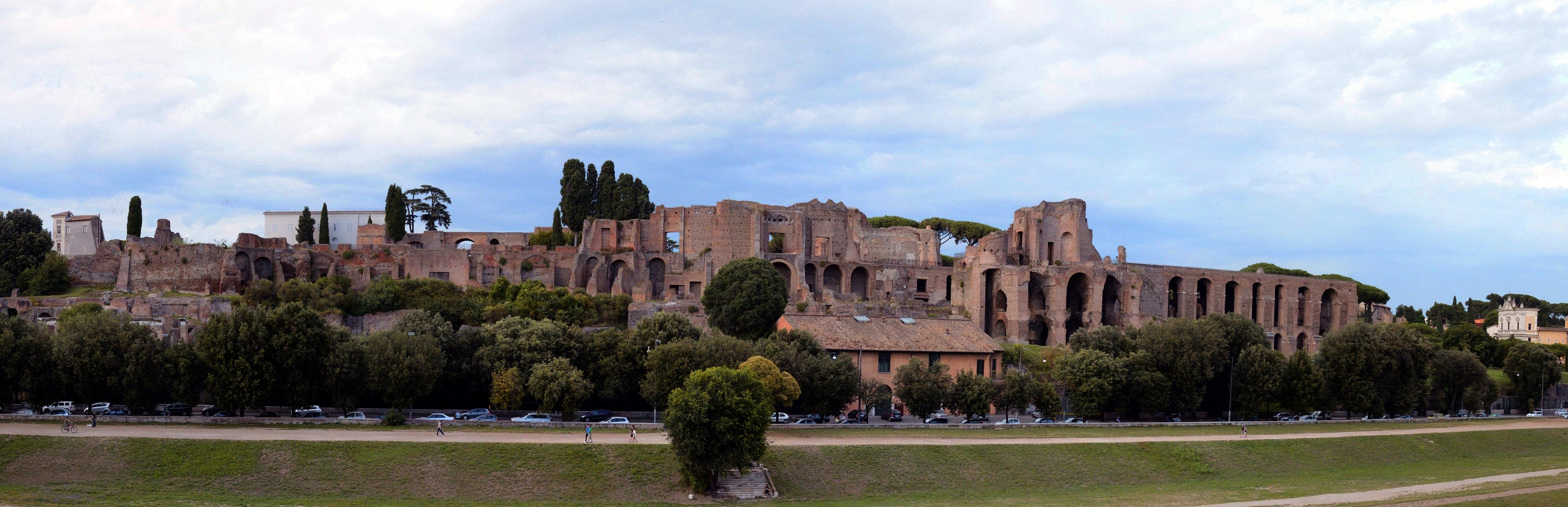
I resti dei palazzi imperiali del Palatino sul lato verso il Circo Massimo

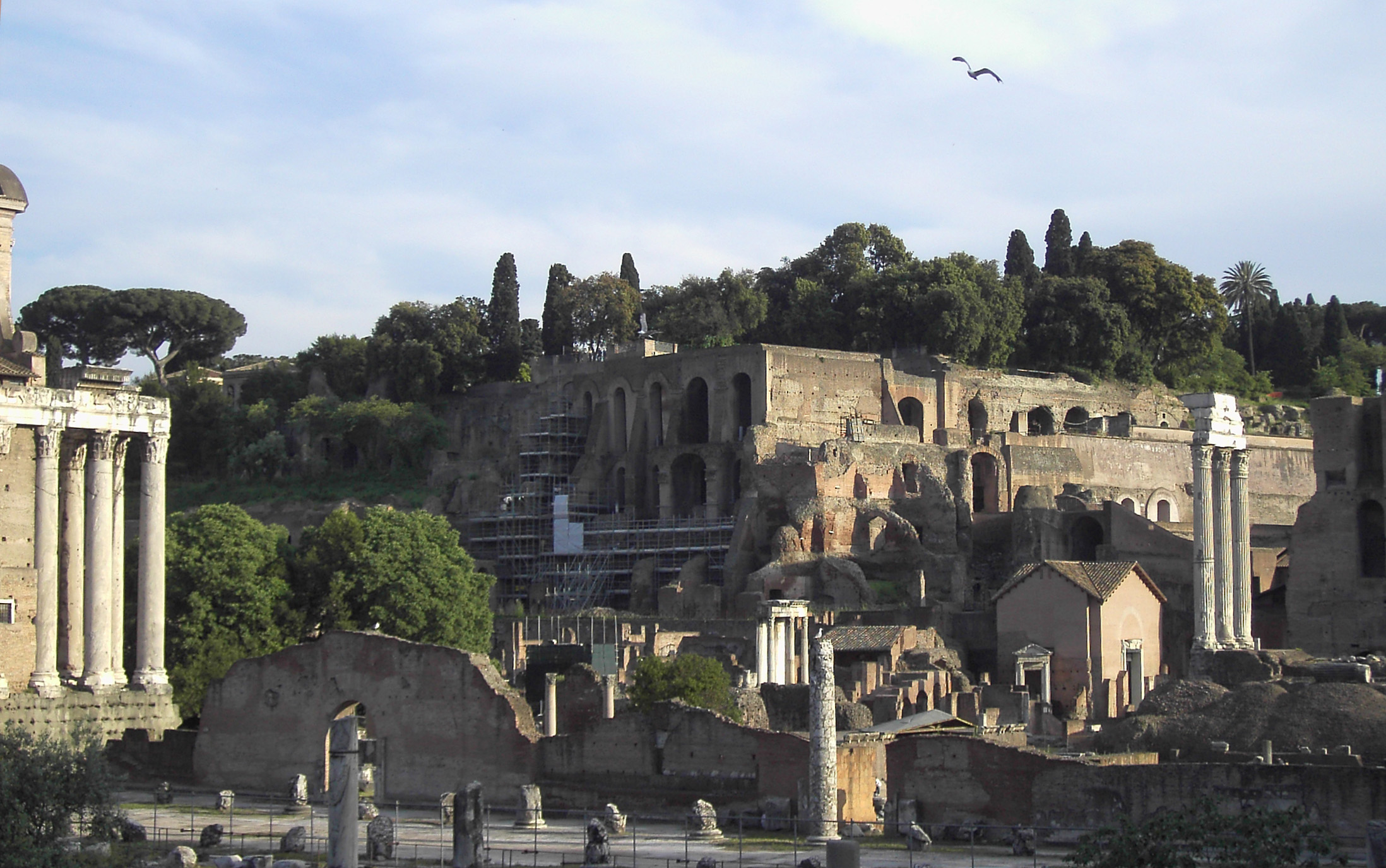
Il Palatino dal Foro Romano

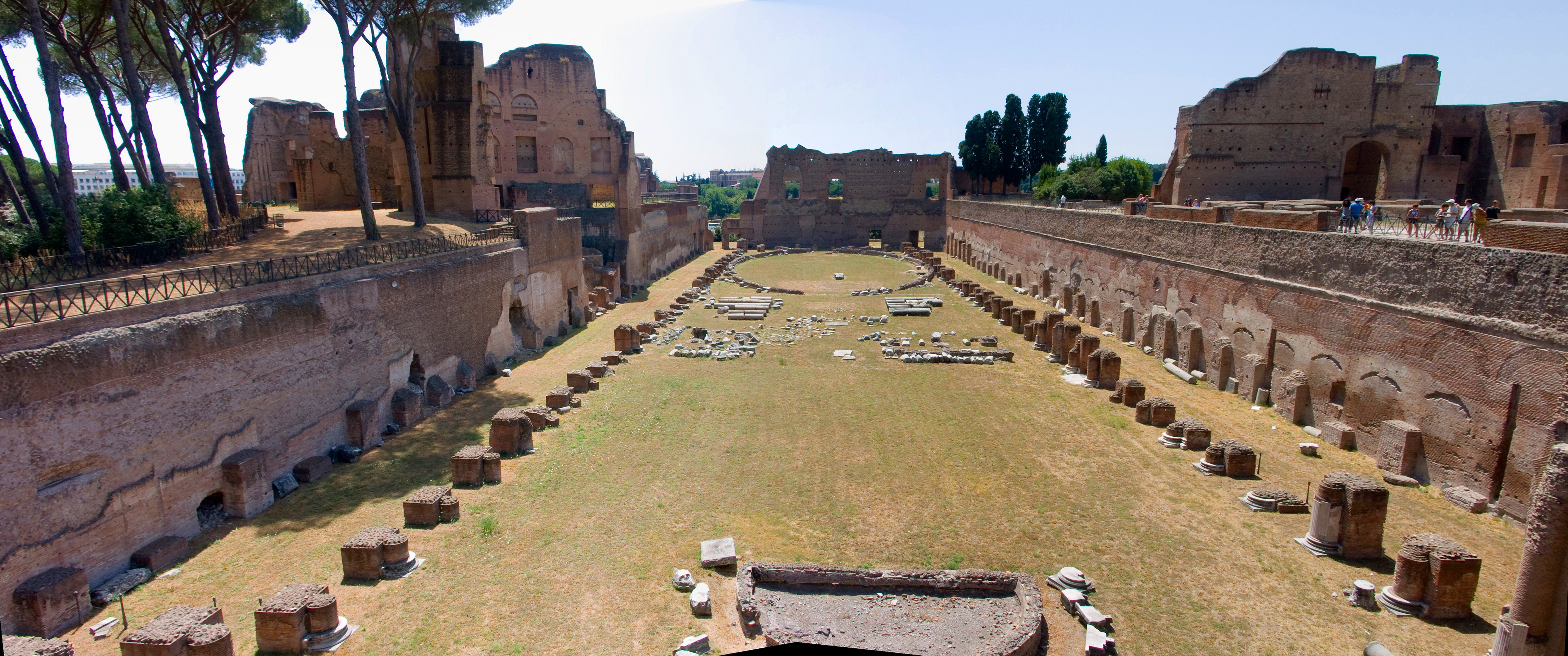
Stadio della Domus Augustana

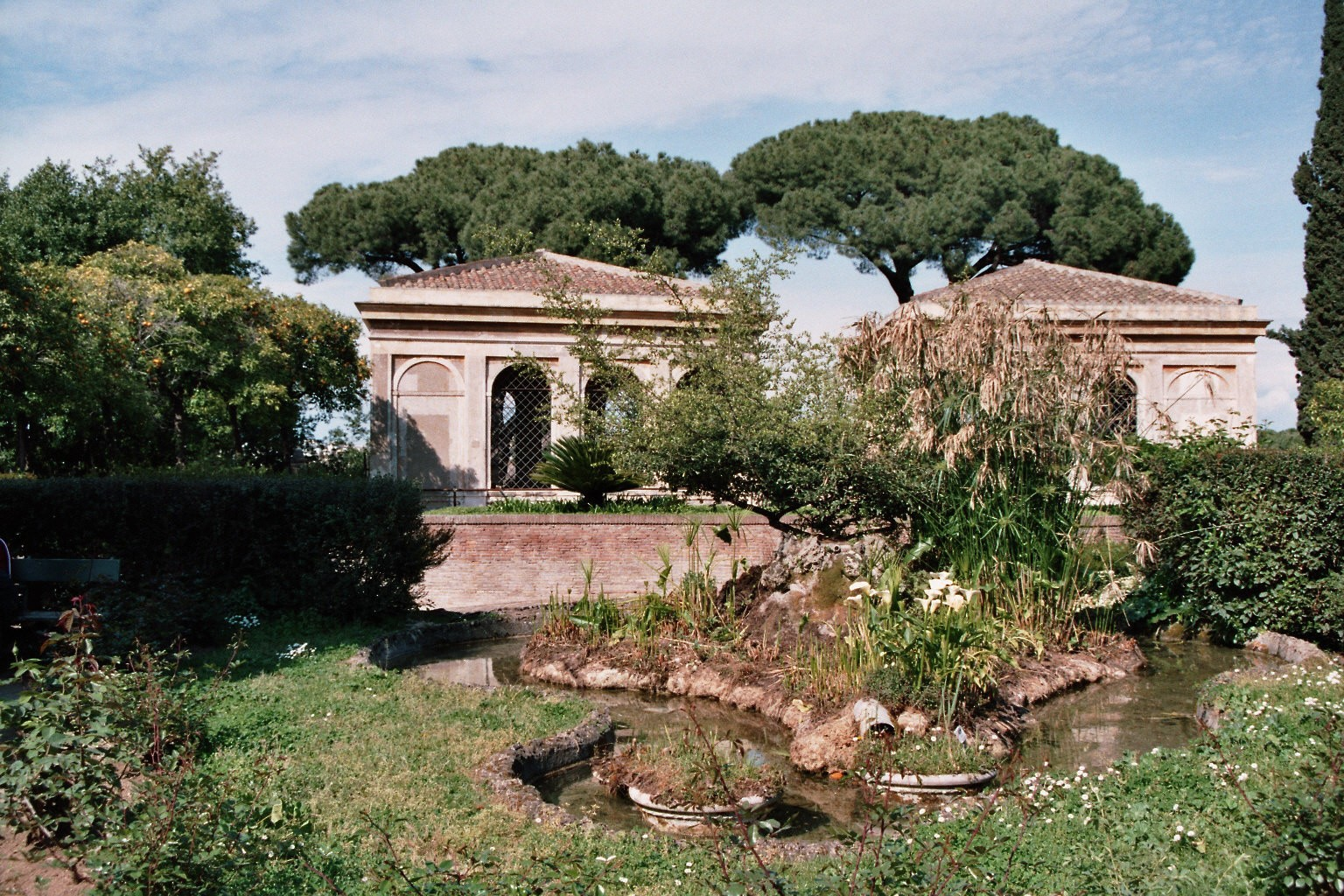
I giardini Farnese

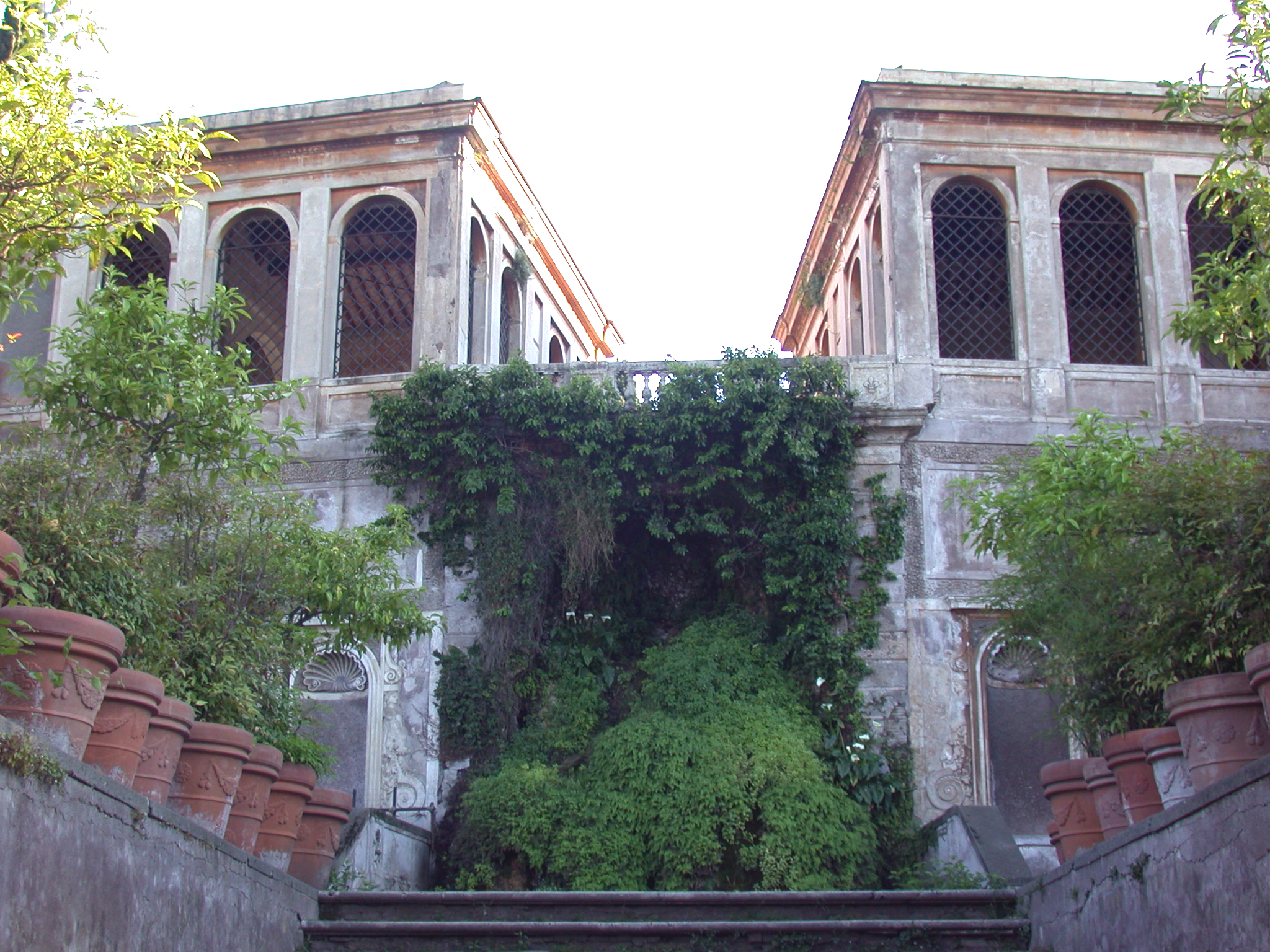
Horti Farnesiani, uccelliera e ninfeo (lato verso il Foro)

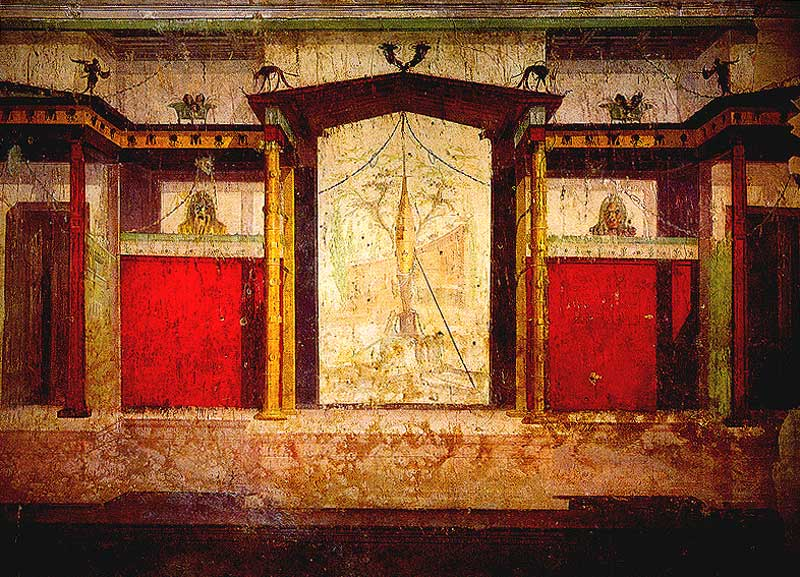
Affresco alla Casa di Augusto

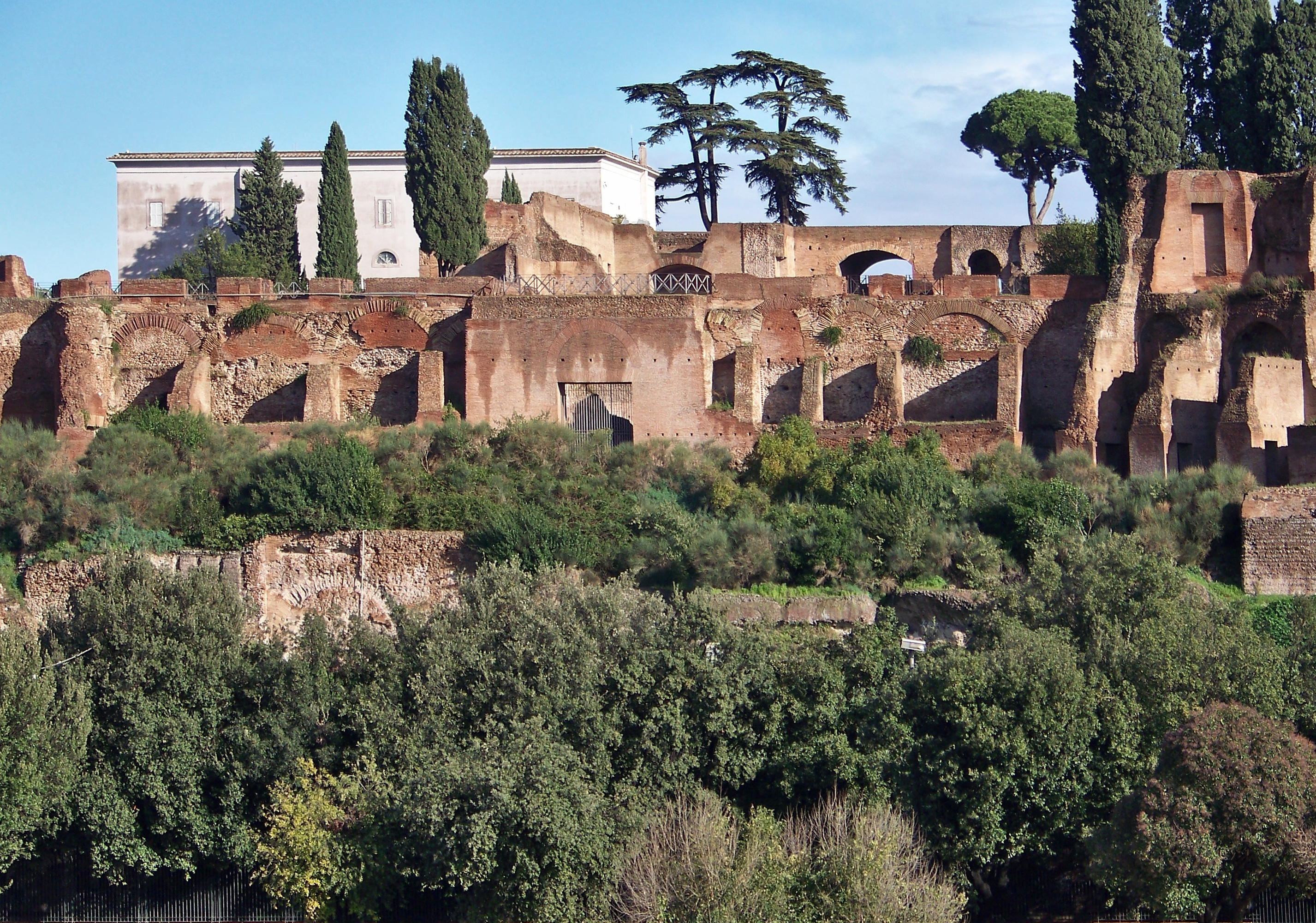
Tempio di Apollo Palatino

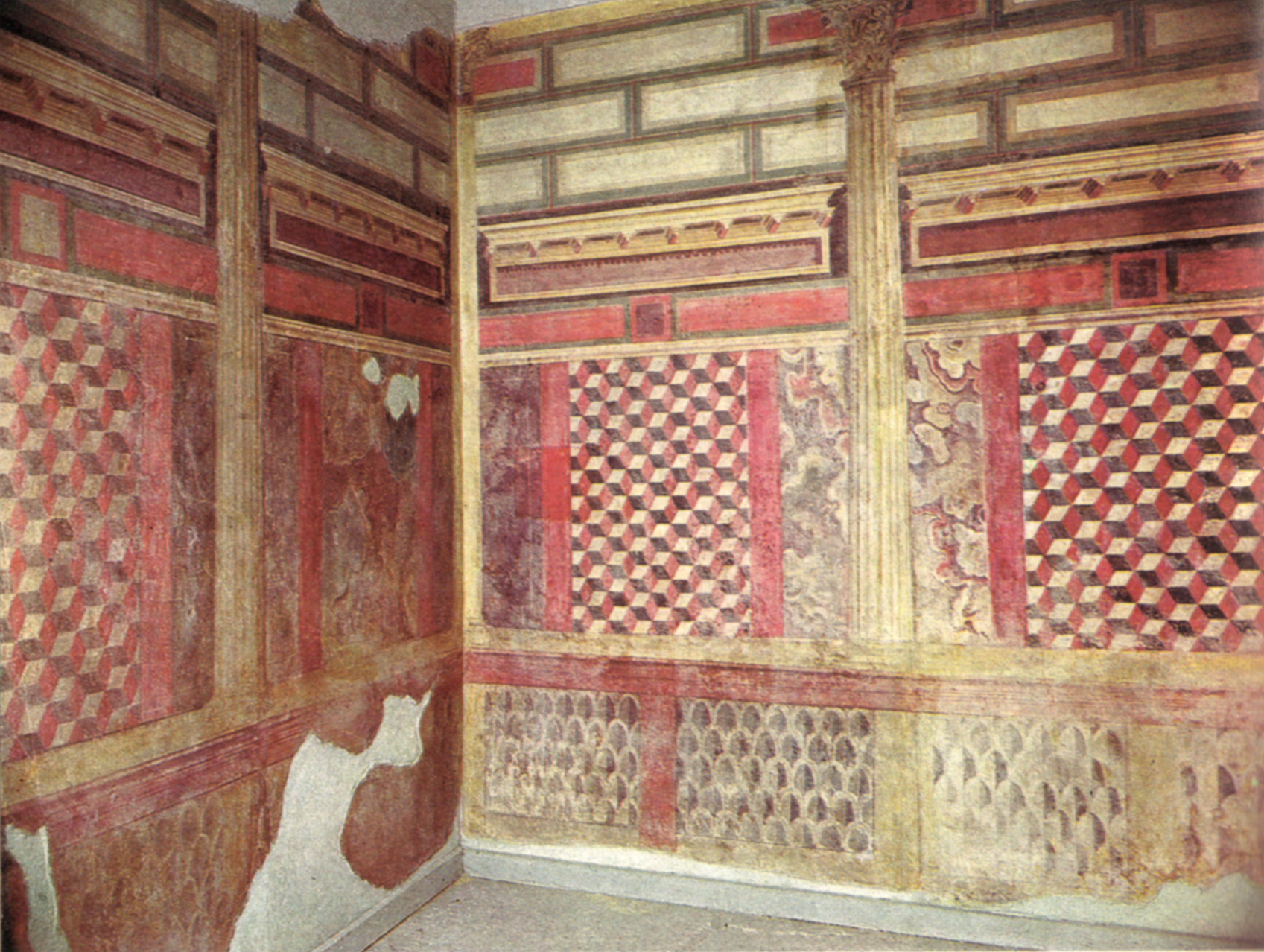
Affresco della Casa dei Grifi

L'avvenimento fondamentale per la storia del colle fu il fatto che Augusto, che qui era nato, lo scelse come residenza, acquistando prima la casa di Ortensio e poi ampliando la proprietà con altre abitazioni vicine: la Casa di Augusto si trovava sull'angolo sud-occidentale della collina.
Da allora divenne naturale per gli altri imperatori risiedere sul Palatino. Sorsero da allora, uno dopo l'altro, i palazzi imperiali di Tiberio (Domus Tiberiana, ampliata da Caligola), di Nerone (la Domus Transitoria e una parte della Domus Aurea), dei Flavi (Domus Flavia e Domus Augustana) e di Settimio Severo (Domus Severiana e Settizonio).
Alla fine dell'età imperiale la collina era ormai un unico susseguirsi di edifici imperiali e giardini, che formava un unico grande complesso a uso degli imperatori. Da allora la parola Palatium iniziò a indicare il "palazzo" per eccellenza, prima inteso come residenza imperiale e poi come nome comune, presente in tutte le lingue europee.
Tra l'anno 375 e il 379 d.C. le spoglie mortali di san Cesario di Terracina furono traslate, con l'assistenza di papa Damaso I intro Romanum Palatium, in optimo loco, imperiali cubicolo, ossia nella Domus Augustana di Roma sul colle Palatino - nel sito di Villa Mills, distrutta. All'interno di questo palazzo imperiale venne eretto un oratorio in onore del martire chiamato "San Cesareo in Palatio". Esso fu il primo luogo di culto cristiano, regolarmente e ufficialmente costituito sul Palatino: fu il segno palese della consacrazione cristiana del palazzo imperiale perché sostituì il larario domestico degli imperatori pagani ed ebbe vero e proprio carattere di cappella palatina. In esso si esponevano le immagini che i nuovi imperatori eletti a Bisanzio mandavano a Roma, come ad altre città principali dell'impero.

### Epoca medievale e moderna
Dal XVI secolo il colle, acquistato da Alessandro Farnese, fu proprietà della famiglia Farnese, a cui si deve la realizzazione degli Horti Palatini Farnesiorum, o Giardini, tuttora in parte conservati al di sopra dei resti della Domus Tiberiana. Gli Horti Farnesiani furono commissionati a Jacopo Barozzi da Vignola.
Elisabetta Farnese, ultima erede dei Farnese, nel 1714 si sposò con Filippo V di Spagna, cui portò in dote gli Horti Farnesiani, che poi entrarono del patrimonio dei Borbone di Napoli. Nel 1861 il deposto re delle Due Sicilie Francesco II si trovò costretto a vendere gli Horti a Napoleone III, cultore dell'antica Roma.
Napoleone affidò gli scavi archeologici sul Palatino a Pietro Rosa, noto anche in Francia per i suoi studi topografici sull'antica Roma. Al Rosa, futuro Soprintendente agli scavi e monumenti della provincia di Roma e Senatore del Regno, si devono, tra gli altri, gli scavi al Tempio della Magna Mater, alla Domus Tiberiana e alla Domus Flavia.
Sconfitto nel 1870 nella battaglia di Sedan ed esiliato in Inghilterra, Napoleone III il 2 settembre dello stesso anno vendette gli Horti allo Stato italiano per 650 000 lire; artefici dell'operazione, che mirava a creare un grande parco archeologico che illustrasse il Regno, furono il Rosa e Quintino Sella, l'illustre politico italiano.
Gli scavi archeologici intensivi della zona, iniziati nel XVIII secolo, culminarono alla fine del XIX secolo, dopo la proclamazione di Roma capitale del Regno d'Italia. Le scoperte sono continuate per tutto il XX secolo, come la Casa di Augusto e XXI, come il recentissimo rinvenimento di un ambiente sotterraneo, forse il Lupercale. Resta completamente da scavare il palazzo di Tiberio, sotto i giardini farnesiani.
Alla sommità del colle, tra la Domus Flavia e la Domus Augustana, fin dal Cinquecento si era installata una villa Stati Mattei, acquistata poi, attorno al 1830, dallo scozzese Charles Mills che ne aveva fatto un incredibile villino neogotico; a fine Ottocento sulla villa fu costruito un convento, che fu però demolito a partire dal 1928, per far luogo agli scavi. Nella parte superstite della costruzione è stato allocato l'Antiquarium del Palatino, che espone materiali relativi al Palatino dalle origini all'età repubblicana (piano terreno) e al Palatino in età imperiale (primo piano).

## Edifici antichi
- Capanne del Palatino
- Lupercale
- Scalae Caci
- Tempio di Apollo Palatino
- Tempio di Cibele o Tempio della Magna Mater
- Elagabalium
- Tempio di Giunone Sospita
- Tempio di Vesta
- Tempio della Vittoria
- Casa di Livia
- Casa di Augusto
- Casa dei Grifi
- Aula Isiaca
- Domus Tiberiana
- Palazzo di Domiziano
- Domus Flavia
- Aula Regia
- Domus Augustana
- Stadio palatino
- Domus Severiana
- Settizonio

## Visitatori
Nel 2016 il circuito archeologico del Colosseo, Foro Romano e Palatino ha ottenuto 6 408 852 visitatori, risultando il secondo sito museale statale italiano più visitato, alle spalle del Pantheon. Qui di seguito è riportato un andamento complessivo del "Circuito archeologico Colosseo, Foro romano e Palatino" degli ultimi quindici anni, sulla base dei dati dell'ufficio statistico dei beni culturali italiani:
| Anno | Visitatori totali | Introiti lordi | Prezzo medio entrata |
| ---- | ----------------- | -------------- | -------------------- |
| 2014 | 6 171 702         | 41440839,00 €  | 6,71 €               |
| 2013 | 5 625 219         | 39657672,00 €  | 7,05 €               |
| 2008 | 4 777 989         | 32284235,70 €  | 6,76 €               |
| 2003 | 3 135 905         | 18475072,00 €  | 5,89 €               |
| 1998 | 2 811 076         | 11196963,23 €  | 3,98 €               |